# Piper PA-44 Seminole
O Piper PA-44 Seminole é um bimotor asa baixa construído pela Piper Aircraft. O PA-44 é uma desenvolvimento do PA-28 Cherokee e é utilizado principalmente como aeronave de treinamento multimotor. O Seminole foi construído em três séries: de 1979 a 1982, de 1989 a 1990 e de continuamente desde 1995.

## Design e desenvolvimento
O primeiro protótipo do Seminole fez seu primeiro voo em maio de 1976, com o tipo sendo publicamente anunciado em 21 de fevereiro de 1978. O Seminole foi certificado em 10 de março de 1978 e introduzido em 1978 como ano-modelo 1979.
Os primeiros Seminoles de produção eram equipados com motores Lycoming O-360-E1A6D, de 180 hp (135 kW). O motor do lado direito é um Lycoming LO-360-E1A6D, na qual gira na sentido oposto do motor montado na esquerda, eliminando o motor crítico e fazendo a aeronave mais controlável no evento de falha ou necessidade do desligamento de um dos motores. Os Seminoles, mais tarde na produção, receberam motores Lycoming O-360-A1H6. O PA-44 tem uma cauda em T (similar ao do Arrow IV/Corisco Turbo), sendo visualmente similar com o Beechcraft Duchess.
O PA-44-180T Turbo Seminole foi certificado em 29 de novembro de 1979. Ele é equipado com dois motores turbocomprimidos Lycoming TO-360-E1A6D, de 180 hp (135 kW), na qual oferece vantagens condições hot and high (quente e alto). O Turbo Seminole teve um peso máximo de decolagem aumentado para 1.780 kg (3.925 lb), enquanto o peso máximo de pouso ficou em 1.723 kg (3.800 lb).
A produção de ambas as versões do Seminole parou em 1982, após 361 Seminoles e 87 Turbo Seminoles terem sido construídos. A produção do PA-44-180 aspirado foi retomada em 1988. Mudanças ficaram limitadas aos sistema elétricos e instrumentação da aeronave. A produção parou novamente em 1990, após 29 aeronaves terem sido construídas, devido aos problemas financeiros que a Piper passava na época. A produção foi retomada em 1995.

## Variantes
- PA-44-180 Seminole: Variante aspirada, com dois motores Lycoming O-360-E1A6D ou O-360-A1H6.[6]
- PA-44-180-T Turbo Seminole: Variante turbocomprimida, com dois motores Lycoming TO-360-E1A6D.[6]
- PA-44 Seminole DX: Variante proposta com dois motores diesel Continental CD-170.[11]

## Operadores
- Jordânia - Real Força Aérea da Jordânia
- Peru - Força Aérea do Peru [12]

## Especificações (PA-44-180 Seminole)
Dados de:  Jane's All the World's Aircraft 1982–83 
Descrições gerais
- Tripulação: 1 piloto
- Capacidade: 3 passageiros
- Comprimento: 8,41 m (28 ft)
- Envergadura: 11,77 m (39 ft)
- Altura: 2,59 m (8,5 ft)
- Área alar: 17,08 m² (184 ft²)
- Peso vazio: 1 068 kg (2 350 lb)
- Peso de decolagem: 1 724 kg (3 800 lb)

Motorização
- Número de motores: 1x
- Tipo do motor: Lycoming O/LO-360-E1A6, seis cilindros opostos, refrigerado a ar 180 hp (134 kW)
- Descrição do propulsor/hélice: Hélice bipá metalica Hartzell, velocidade constante

Performance
- Velocidade máxima: 311 km/h (193 mph)
- Velocidade de cruzeiro (km/h): 301 km/h (187 mph)
- Alcance: 1 695 km (1 050 mi)
- Razão de subida: 6.8 m/s
- Tecto de serviço: 5 200 m (17 100 ft)
- Pista máx. decolagem (MTOW): 430 m (1 410 ft)
- Distância para aterrissagem: 360 m (1 180 ft)

#### Desenvolvimento Relatado
- Piper PA-28 Cherokee

Aeronaves Similares
- Beechcraft Duchess